# Melissodes mimica
Melissodes mimica là một loài Hymenoptera trong họ Apidae. Loài này được Cresson mô tả khoa học năm 1869.